# Monument commémoratif franco-allemand de Pancy-Courtecon
Le monument commémoratif franco-allemand est un monument situé à Pancy-Courtecon, en France.

## Localisation
Le monument est situé sur la commune de Pancy-Courtecon, dans le département de l'Aisne.

## Historique
Le monument est inscrit au titre des monuments historiques en 1997.